# Allyn Ferguson
Allyn Ferguson (* 18. Oktober 1924 in San José, Kalifornien; † 23. Juni 2010 in Westlake Village, Kalifornien) war ein US-amerikanischer Jazz-Musiker (Piano, Flügelhorn), Arrangeur und Komponist von Filmmusik.

## Leben und Wirken
Allyn Ferguson lernte bereits als Vierjähriger Trompete; ab sieben hatte er Klavierunterricht. Während seines Militärdienstes im Zweiten Weltkrieg war er als Pilot eingesetzt; nach Kriegsende studierte er an der San José State University, anschließend bei Nadia Boulanger in Paris und bei Aaron Copland in Tanglewood in Massachusetts.
Als Doktorand an der Stanford University gründete er Anfang der 1950er Jahre das Chamber Jazz Sextet mit dem er in der San Francisco Bay Area auftrat und drei Alben aufnahm, davon eins mit der Kombination von Jazz-Kompositionen mit Gedichten von Kenneth Patchen. 1958 zog er nach Hollywood und arbeitete als Arrangeur für Künstler wie Sarah Vaughan, Stan Kenton und Andy Williams. Im Laufe seiner Karriere war er auch als musikalischer Direktor für Johnny Mathis, Steve Lawrence, Eydie Gorme oder Julie Andrews tätig. Bekannt wurde er vor allem als Ko-Komponist von Erkennungsmelodien erfolgreicher Fernsehserien wie Drei Engel für Charlie und Barney Miller, für die er für den Emmy nominiert wurde. Ausgezeichnet mit diesem Musikpreis wurde er 1985 für die Musik zur TV-Produktion Camille. Bei seinen Filmmusiken arbeitete er mit dem Komponisten Jack Elliott zusammen, so bei den Fernsehserien The Rookies, Starsky & Hutch, Police Story und Banacek. Ferguson schrieb auch die Musik zu dem Spielfilmen Latigo (1970), Lawinenexpress (1979), Im Westen nichts Neues (1979) oder Der kleine Lord (1980). 
Ende der 1980er Jahre war Ferguson als Musikpädagoge in der Grove School of Music in Van Nuys tätig, wo er Kurse für Filmmusik-Komposition hielt. 1998 schrieb er die Arrangements für das mit einem Grammy ausgezeichnete Album Count Plays Duke des Count Basie Orchestra (Ghost Band).

## Diskographische Hinweise
- Chamber Jazz Sextet: Plays Pal Joey (Candid Records, 1958) mit Bill Holman (Arrangeur)

## Filmografie (Auswahl)
- 1973: Duell der Helikopter (Birds of Prey; Fernsehfilm)
- 1975: Der Graf von Monte Christo (The Count of Monte-Christo; Fernsehfilm)
- 1977: Der Mann mit der eisernen Maske (The Man in the Iron Mask; Fernsehfilm)
- 1979: Lawinenexpress (Avalanche Express)
- 1979: Im Westen nichts Neues (All Quiet on the Western Front; Fernsehfilm)
- 1980: Der kleine Lord (Little Lord Fauntleroy; Fernsehfilm)
- 1982: Ivanhoe (Fernsehfilm)